# ハヴァル
ハヴァル（Haval、中国名：哈弗）は、長城汽車が展開しているSUVブランドである。2013年3月に設立された。中国国内のSUV市場において、長年にわたりトップクラスのシェアを維持している。

## 概要
長城汽車のSUV車シリーズ「哈弗（ホーバー）」として展開され、2013年に長城汽車の独立ブランドとして発足。中国国内はもちろん、イタリアやオーストラリア、南アフリカなど、中国国外でも販売されている。2013年末までに全世界でのSUVの販売台数が100万台を突破、2018年末までには500万台を突破した。
ダカール・ラリーには2010年から2014年までの南米開催の時代参戦。2012年と2013年に元三菱自動車のワークスドライバーであるポルトガル人のカルロス・ソウザのドライブで総合6位という好順位で完走した。また2014年にはソウザの手により中国メーカー初のダカールにおけるステージ勝利、そしてこれが第1ステージだったことにより中国メーカー初のラリーリーダーを記録した（最終順位は8位）。2015年以降は国内ラリーへ転戦している。

## 現行車種一覧
- ハヴァル・赤兔（Chitu）

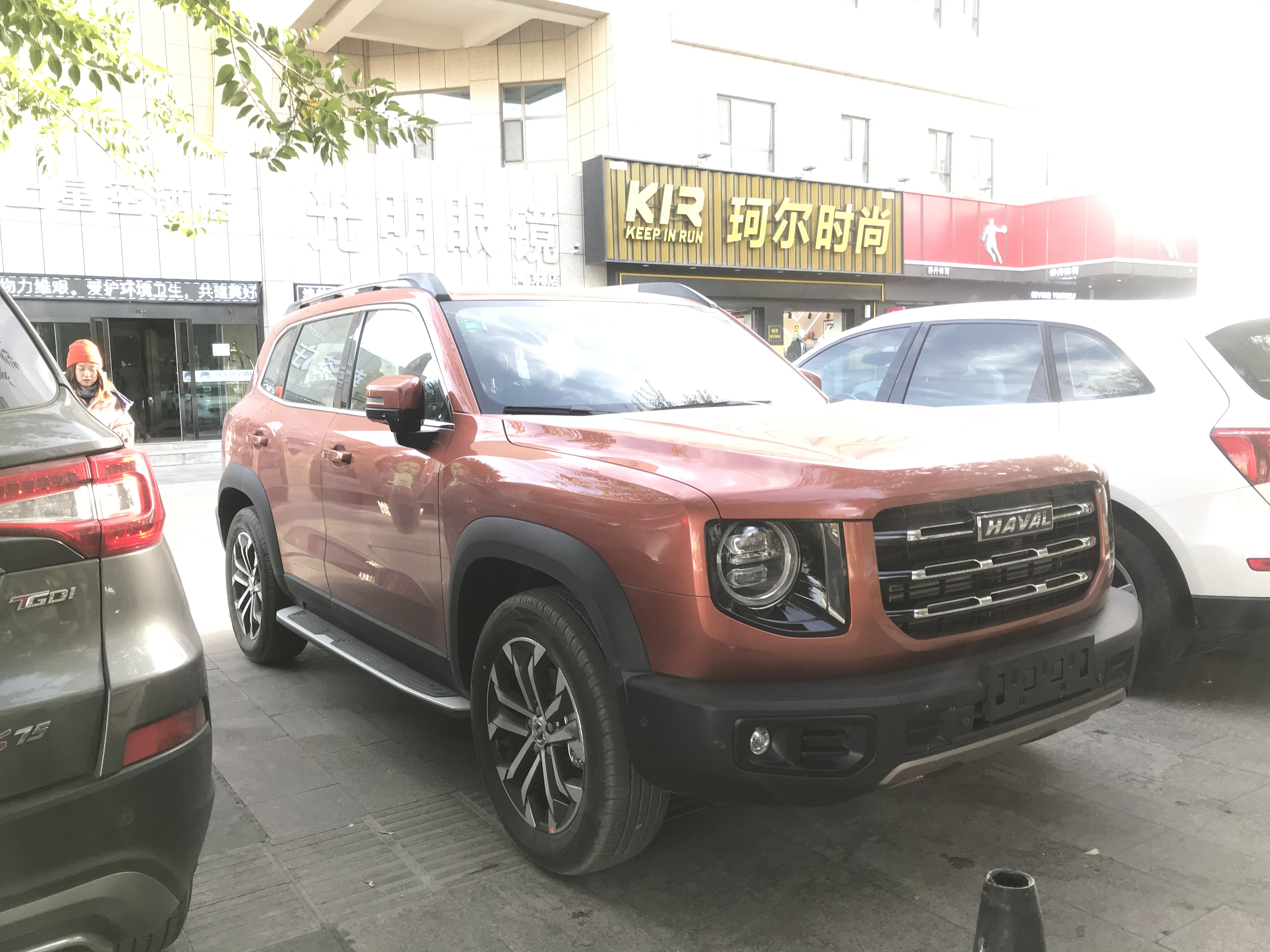
ハヴァル・大狗

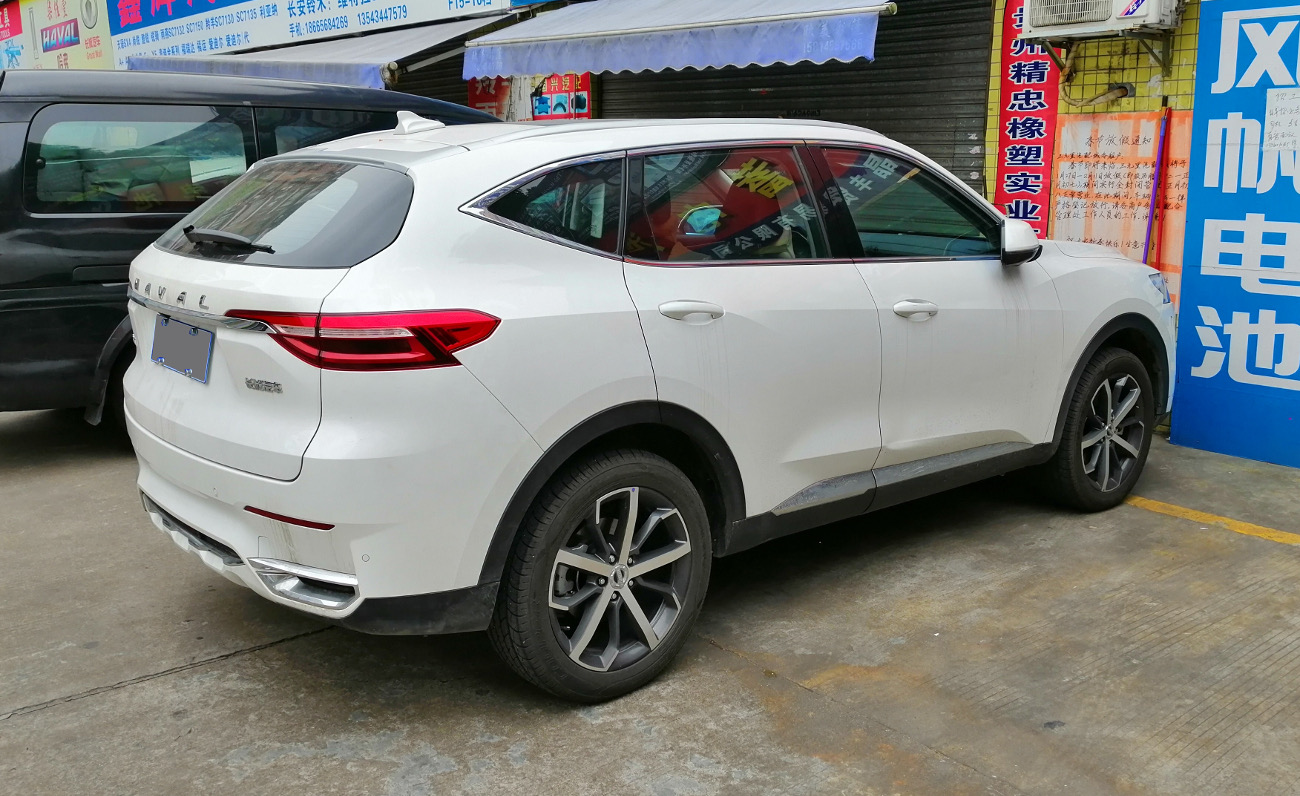
ハヴァル・F7

- ハヴァル・初恋（Chulian）　※中国国外では「ジョリオン（Jolion）」を名乗る[5]。
- ハヴァル・大狗（Dagou）
- ハヴァル・神獣（簡体字：神兽/Shenshou）
- ハヴァル・F7/F7x（英語版）
- ハヴァル・H6/H6S
- ハヴァル・H7（英語版）
- ハヴァル・H9（英語版）
- ハヴァル・M6（英語版）

## 旧来車種一覧
- ハヴァル・F5（英語版）
- ハヴァル・H2（英語版）
- ハヴァル・H2s（英語版）
- ホーバー(Hover)/ハヴァル・H3
- ハヴァル・H4（英語版）
- ハヴァル・H5（英語版）
- ハヴァル・H6クーペ（英語版）
- ハヴァル・H8（英語版）
- グレートウォール・M4/ハヴァル・M4/H1（英語版）